# Kimiella spatulifer
Kimiella spatulifer är en tvåvingeart som beskrevs av Papp och Kim 1996. Kimiella spatulifer ingår i släktet Kimiella och familjen lövflugor. Inga underarter finns listade i Catalogue of Life.